# Christopher Knight (attore)

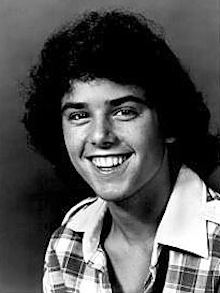
Knight nel 1973

Christopher Anton Knight (New York, 7 novembre 1957) è un attore statunitense.

## Filmografia parziale

### Cinema
- Noi due soli (Just You and Me, Kid), regia di Leonard Stern (1979)
- Ora di sangue (Curfew), regia di Gary Winick (1989)
- Good Girls Don't, regia di Rick Sloane (1993)
- Doom Generation (The Doom Generation), regia di Gregg Araki (1995)
- La famiglia Brady (The Brady Bunch Movie), regia di Betty Thomas (1995)
- Ecstasy Generation (Nowhere), regia di Gregg Araki (1997)
- Fallen Angels, regia di Jeff Thomas (2006)
- Light Years Away, regia di Bryan Michael Stoller (2008)
- Spring Breakdown, regia di Ryan Shiraki (2009)

### Televisione
- Mannix – serie TV, un episodio (1967)
- Gunsmoke – serie TV, un episodio (1968)
- The Brady Bunch Meets ABC's Saturday Superstars – film TV (1972)
- The Brady Kids – serie TV, 17 episodi, voce (1972)
- La famiglia Brady (The Brady Bunch) – serie TV, 117 episodi (1969-1974)
- The Brady Bunch Variety Hour – serie TV, 9 episodi (1976-1977)
- Happy Days – serie TV, un episodio (1978)
- Diario di una giovane autostoppista (Diary of a Teenage Hitchhiker) – film TV (1979)
- Joe's World – serie TV, 11 episodi (1979-1980)
- Destini (Another World) – serie TV, 20 episodi (1980-1981)
- A Very Brady Christmas – film TV (1988)
- The Bradys – serie TV, 5 episodi (1990)
- L'ultimo Sharknado - Era ora! (The Last Sharknado: It's About Time) – film TV (2018)
- Beautiful (The Bold and the Beautiful) – serie TV, 2 episodi (2010-2018)
- Blending Christmas – film TV (2021)